# Cá bướm mỏ nhọn
Chelmon rostratus, còn được gọi là cá bướm mỏ nhọn hoặc cá bướm môi nhọn trong một số tài liệu tiếng Việt, là một loài cá biển thuộc chi Chelmon trong họ Cá bướm. Loài này được mô tả lần đầu tiên vào năm 1758.

## Từ nguyên
Tính từ định danh rostratus trong tiếng Latinh có nghĩa là "giống như mỏ", hàm ý đề cập đến phần mõm dài và nhọn của loài cá này.

## Phạm vi phân bố và môi trường sống
Từ biển Andaman, C. rostratus được phân bố trải dài về phía đông, băng qua vùng biển các nước Đông Nam Á đến quần đảo Solomon, ngược lên phía bắc đến vùng biển phía nam Nhật Bản và đảo Đài Loan, giới hạn phía nam từ vịnh Exmouth (Tây Úc) vòng qua phía bắc đến Sydney (Úc), bao gồm rạn san hô Great Barrier.
Tại Việt Nam, C. rostratus được ghi nhận tại quần đảo An Thới, quần đảo Nam Du và Hà Tiên (Kiên Giang), Côn Đảo, rừng ngập mặn Cần Giờ, vịnh Nha Trang (Khánh Hòa), vịnh Xuân Đài (Phú Yên), cù lao Chàm (Quảng Nam), vùng biển Quảng Ninh, đảo Phú Quốc và quần đảo Trường Sa.
C. rostratus sinh sống trên các rạn viền bờ, thường ở những vùng nước đục, và cũng được tìm thấy ở khu vực cửa sông (nước lợ), độ sâu đến ít nhất là 25 m. Tại Quảng Ninh, C. rostratus có thể được tìm thấy tại cửa sông Hà Cối.

## Mô tả
Chiều dài lớn nhất được ghi nhận ở C. rostratus là 20 cm. C. rostratus có màu trắng với 4 dải sọc cam ở hai bên thân (hai dải sọc ở đầu và thân trước hẹp hơn và thường có viền đen). Trên cuống đuôi có một dải màu nâu cam viền xanh; vây đuôi trong mờ, màu trắng. Vây lưng và vây hậu môn có màu vàng cam với một dải màu xanh lam ở gần rìa. Một đốm đen lớn viền xanh trên vây lưng.
Số gai ở vây lưng: 9; Số tia vây ở vây lưng: 28–30; Số gai ở vây hậu môn: 3; Số tia vây ở vây hậu môn: 19–21; Số tia vây ở vây ngực: 14–15; Số gai ở vây bụng: 1; Số tia vây ở vây bụng: 5; Số vảy đường bên: 48–55.

## Sinh thái học
Mõm dài và nhọn giúp C. rostratus thích nghi với việc kiếm ăn ở các khe hốc nhỏ. Thức ăn của chúng bao gồm cua, giun nhiều tơ và một số loài thủy sinh không xương sống.
C. rostratus sống đơn độc và ghép đôi vào mùa sinh sản. Tuổi thọ lớn nhất được ghi nhận ở loài này là 10 năm.

## Thương mại
C. rostratus thường được xuất khẩu trong ngành buôn bán cá cảnh.